# Caitlin Van de Perre
Caitlin Van de Perre (17 juli 2002) is een Belgisch volleybalster. 

## Levensloop
Van de Perre volgde les aan de Topsportschool Vilvoorde. Vervolgens sloot ze aan bij Asterix Avo Beveren. Met deze club won ze in 2019-'20 de landstitel en de Supercup. Hierop aansluitend ging ze aan de slag bij Antwerp Ladies VT.